# Fast and Fearless
Pour plus de détails, voir Fiche technique et Distribution.
Fast and Fearless est un film américain réalisé par Richard Thorpe, sorti en 1924.

## Synopsis
Bill Lewis va capturer Gómez, chef d'un groupe de bandits qui terrorise une ville à la frontière du Mexique.

## Fiche technique
- Titre original : Fast and Fearless
- Réalisation : Richard Thorpe
- Scénario d'après une histoire de Betty Burbridge
- Photographie : Irving G. Ries (en)
- Production : Lester F. Scott Jr.
- Société de production : Action Pictures
- Société de distribution : Weiss Brothers-Artclass Pictures Corporation
- Pays de production :  États-Unis
- Langue originale : anglais
- Format : noir et blanc — 35 mm — 1,37:1 — film muet
- Genre : Western
- Durée : 5 bobines - 1 400 m
- Date de sortie :
  - États-Unis : 15 septembre 1924

## Distribution
- Jay Wilsey : "Lightning" Bill Lewis
- Jean Arthur : Mary Brown
- William H. Turner : Juge Brown
- George Magrill : Pedro Gómez
- Julian Rivero : Capitaine Duerta
- Emily Barrye : Bianca
- Kewpie King : "Fatty" Doolittle
- Steve Clemente : Gonzales
- Victor Allen : Shérif Hawkins